# ネブラスカ州会議事堂

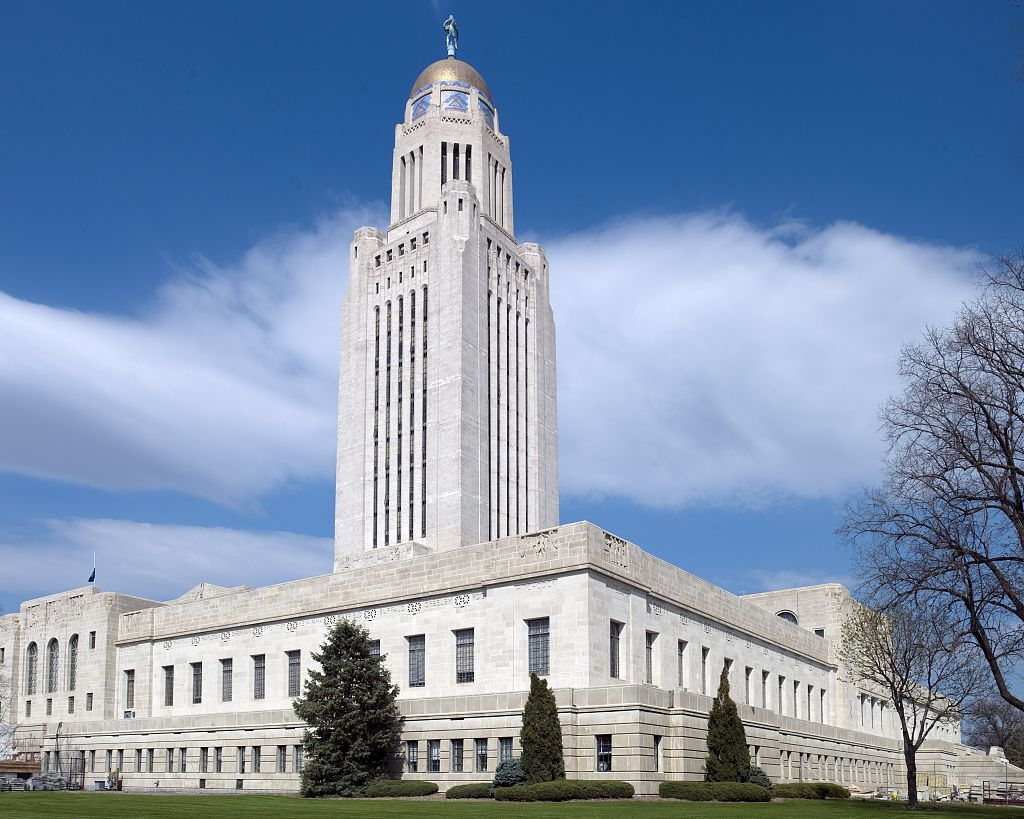
ネブラスカ州会議事堂

ネブラスカ州会議事堂（ネブラスカしゅうかいぎじどう、Nebraska State Capitol）は、アメリカ合衆国ネブラスカ州の州都リンカーンに立地する同州議会の議事堂。全米50州の州議会で唯一の一院制議会であるネブラスカ州議会の議場、州知事室、州政府行政各局の事務所、州の司法機関である控訴裁判所および最高裁判所が置かれている。現在建っている庁舎はニューヨークの建築家バートラム・グッドヒューが1920年に設計し、1922-32年にかけてインディアナ州産のライムストーンを用いて建てられたもので、1867年にネブラスカが州に昇格し、リンカーンに州都が移されてから3代目の庁舎にあたる。
ネブラスカ州会議事堂は全米の州会議事堂で初めて建てられた超高層ビル型の庁舎で、22階建て、高さは121.2mである。この庁舎は30マイル（48km）離れたところからも見え、しばしば Tower on the Plains （平原の塔）と呼ばれる。
ネブラスカ州会議事堂は、1970年に国家歴史登録財に、また1976年に国定歴史建造物にそれぞれ登録された。

## 庁舎概要

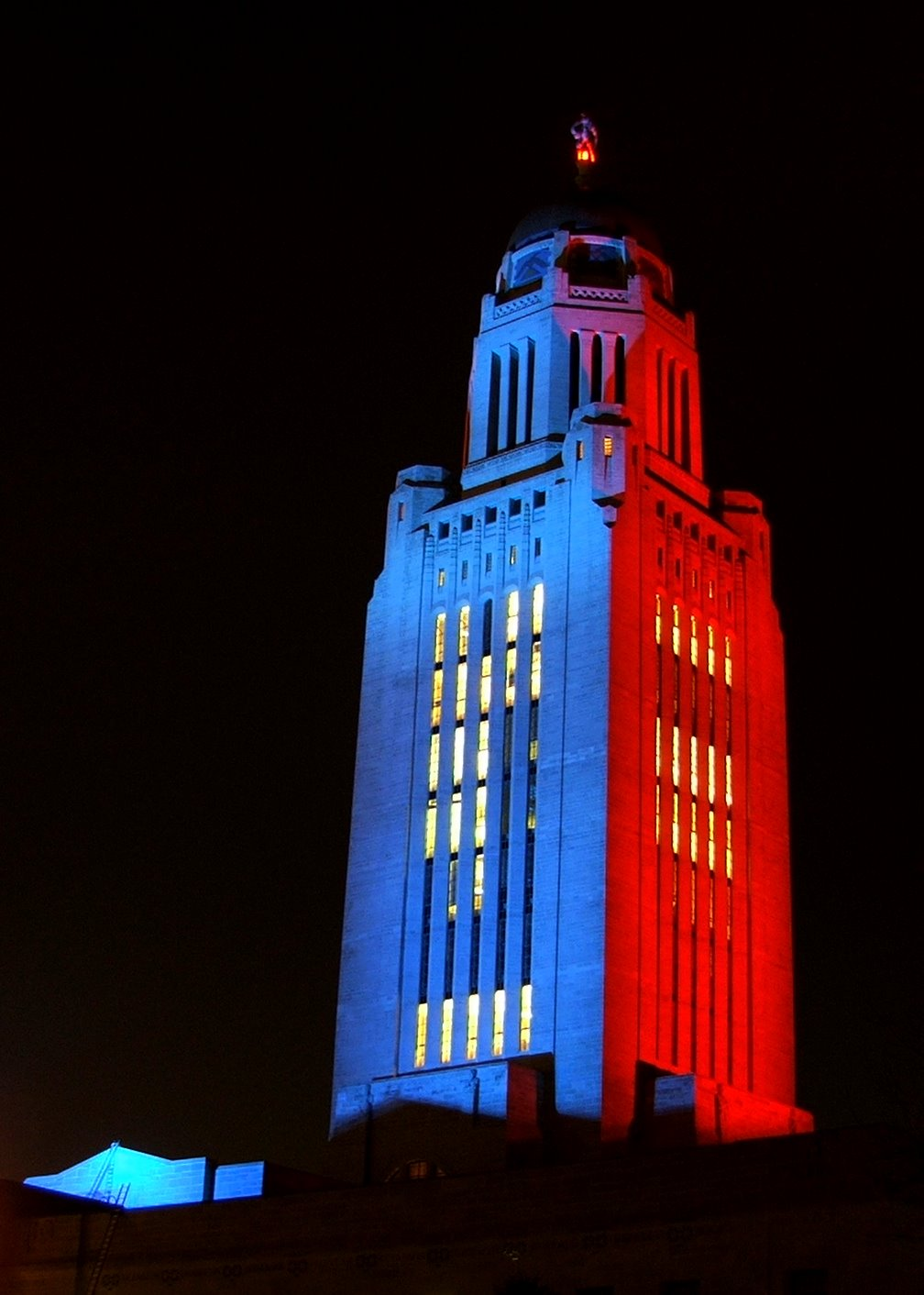
合衆国の色である赤と青にライトアップされた庁舎。このように、ネブラスカ州会議事堂の庁舎は時折、時節に合わせて様々な色でライトアップされる。

ネブラスカ州会議事堂の庁舎は大きくベース部分と超高層ビル部分に分けられる。ベース部分は3階建てで、上から見ると一辺133.2mの正方形をしている。ベース部分には、一般市民が最もよく訪れる事務所が入っている。メイン階である2階には、州知事室、州最高裁判所、州控訴裁判所、および州議会が入っている。
ベース部分の中央部からは、屋上に金タイル張りのドームを持つ超高層ビル部分がせり立っている。ドームの頂上には装飾として、高さ5.8mの種まき人の像が立っている。一般的には、この庁舎の高さは121.2mとされており、全米の州会議事堂庁舎の中ではルイジアナ州会議事堂（高さ140.2m）に次いで2番目に高い。
この庁舎の超高層ビル部分は、もともとは州立図書館の拡張を意図して造られたものであった。床から天井まで5.2mという各階の高さは、もともとは書籍の収納場所を想定したものであった。しかし1925年頃、州政府が大きくなるにつれて、州はこの超高層ビル部分にも事務所を置くことにした。今日においても、超高層ビル部分には様々な事務所が置かれている。
この庁舎は15階層を有している。また、超高層ビル部分の3階と4階の間には、3階層の「中3階」がある。14階の記念室は一般市民が立ち入ることのできる階の中では最上階であり、地上からの高さ76.0mの展望台になっている。
リンカーン市の条例により、州会議事堂周辺地区では建物の高さが制限されている。この条例のおかげで、ネブラスカ州会議事堂はリンカーンで最も高い建物となっている。また、ネブラスカ州会議事堂は、1969年にオマハにウッドメン・タワー（30階建て、高さ145.7m）が完成するまで、ネブラスカ州全体でも最も高い建物であった。2002年、オマハにワン・ファースト・ナショナル・センター（45階建て、高さ193.3m）が完成した後は、ネブラスカ州会議事堂は州内で3番目に高い建物となっている。

## 州都と州庁舎の変遷

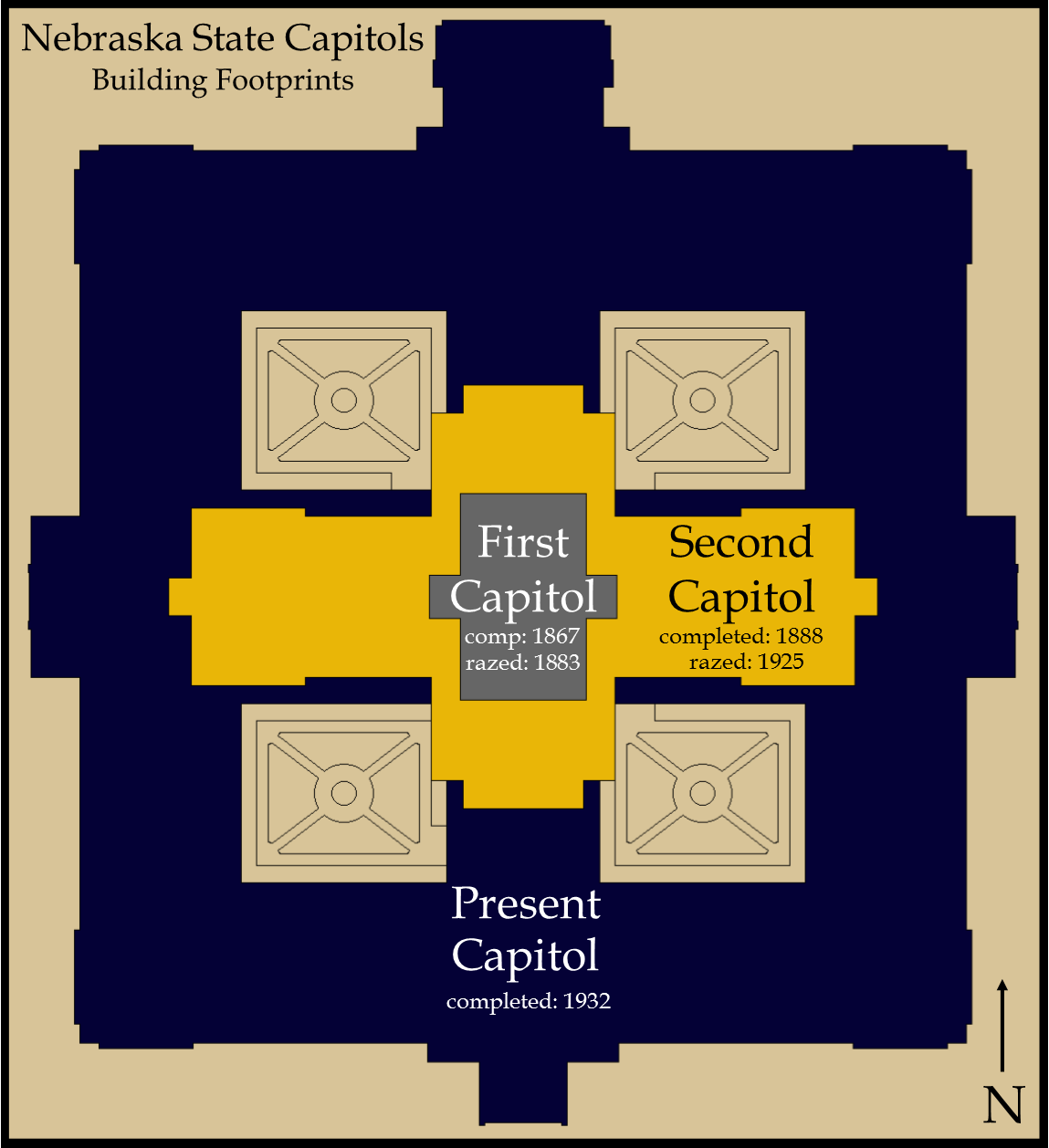
歴代庁舎の建築面積の比較

1854年、連邦議会がカンザス・ネブラスカ法を可決し、ネブラスカ準州が公式に創設された。そのほぼ直後、準州都をどこに置くかをめぐって、プラット川以北の住民と以南の住民が対立した。知事代理トーマス・B・カミングは、カウンシルブラフス・アンド・ネブラスカ・フェリー会社の出資者でもあったその支持基盤の便宜のために、当時はまだ小さな村に過ぎなかった、プラット川以北のオマハを準州都とした。しかし、準州史上最初の人口調査の結果では、プラット川以北の人口は914人であったのに対し、以南は1,818人を数えた。プラット川以南のほうが人口が多いため、本来ならばより多くの議員枠が割り当てられ、準州都も置かれるはずであったが、カミングはそれを無視し、プラット川以北に議員7人と代議士14人を、以南に議員6人と代議士12人をそれぞれ割り当てた。プラット川以北が政治的に強い力を持つことになり、オマハが準州都に定められた。
オマハでは歴代2つの庁舎が準州会議事堂となった。初代の庁舎は2階建てのレンガ造で、カウンシルブラフス・アンド・ネブラスカ・フェリー会社から寄贈された建物であった。当時ダグラス・ストリートとファーナム・ストリートの間の9thストリート沿い（現在はジーン・レイヒー・モールになっている）に建っていたこの庁舎では、1855年と1857年の2回、準州議会が開かれた。2代目の庁舎は現在のオマハ・セントラル高校の敷地に、1857-58年にかけて建てられた。この庁舎では、1867年にネブラスカが州に昇格するまでの全ての準州議会、および第1回の州議会が開かれた。同年6月、第3回の州議会で、スワード郡、バトラー・ソーンダース両郡の南半分、およびランカスター郡の北半分の範囲内でネブラスカ州の州都を選定する議事堂委員会を設置する、第44上院法案が可決された。同年7月29日、議事堂委員会はランカスター村を州都と定め、リンカーンと改名した。
リンカーン遷都後は、現在の庁舎が建てられる前に、2つの庁舎が州会議事堂となった。1867年10月10日、14thストリート、16thストリート、Hストリート、Kストリートに囲まれた用地に議事堂を建設すべく、議事堂委員会はシカゴの建築家ジョン・モリスと契約した。モリスは地元産のライムストーンを用いて庁舎を設計したが、1868年後期に完成した時には、既にこの庁舎は劣化し始めていた。1879年、州はぼろぼろに崩れたこの庁舎の建て替えを決定し、少しずつ新しい庁舎を建設していった。建築家ウィリアム・H・ウィルコックスはルネサンス・リバイバル様式の庁舎を設計し、州議会はその西ウィングの建設費として75,000ドルを割り当てた。この西ウィングは1881年に完成した。同年、州議会は東ウィングの建設費として100,000ドルを割り当て、翌1882年に東ウィングが完成した。1883年、州は450,000ドル以下の費用で、古い庁舎の取り壊しと新しい庁舎の中央部分の建設を承認した。2代目となるこの庁舎が全て完成したのは1888年であった。しかし、完成から20年も経たないうちに、特に基礎部分において、この庁舎は構造的な問題を抱え始めるようになった。この庁舎が安全でないと判断した州議会は、3代目となる庁舎の建設費の捻出を何回も試みた。

## 歴史
| 委員名                         | 所属・職位                     | 在任期間             |
| ------------------------------ | ------------------------------ | -------------------- |
| サミュエル・ロイ・マッケルビー | 州知事、議長                   | 1919-23年            |
| チャールズ・W・ブライアン      | 州知事、議長                   | 1923-25年、1931-35年 |
| アダム・マクマレン             | 州知事、議長                   | 1925-29年            |
| アーサー・J・ウィーバー        | 州知事、議長                   | 1929-31年            |
| ジョージ・E・ジョンソン        | 州技師、事務官                 | 1919-23年            |
| ロバート・リロイ・コクラン     | 州技師、事務官                 | 1923-35年            |
| ウィリアム・E・ハーディー      | 市民代表（リンカーン）         | 1919-35年            |
| ウォルター・W・ヘッド          | 市民代表（オマハ）             | 1919-35年            |
| ウィリアム・H・トンプソン      | 市民代表（グランドアイランド） | 1919-35年            |

1919年2月20日、ネブラスカ州議会が下院第3法案を可決し、新しい庁舎の建設を監督するための議事堂委員会が設立された。翌21日に委員会が組織され、州政府側からは州知事および州技師が入り、市民代表としてリンカーンのウィリアム・E・ハーディー、オマハのウォルター・W・ヘッド、グランドアイランドのウィリアム・H・トンプソンの3名が委員に任命された。また、この法案によって、庁舎の建設費調達のために特別な資産税を課すことが定められたり、庁舎の建設費が500万ドルを超えないようにすることが宣言されたりもした。しかし、庁舎の建設中に、州議会は課税期間を延長し、最終的には建設費の上限を1,000万ドルまで引き上げた。ネブラスカ州憲法は州の債務を制限しているため、ほとんどの州の事業は「進むにつれて支払う」という前提で資金を調達せざるを得ない。この議事堂もその方式に則って建設費の調達が行われ、1935年に議事堂委員会が解散した時には、建設費の総額は9,800,449ドル7セントになっていた。

### コンペ
委員会が発足してまず最初に行ったのは、オマハの建築家トーマス・ロジャース・キンボールを委員会のアドバイザーとして雇うことであった。アメリカ建築家協会の会長であったキンボールは、議事堂の設計にあたる建築家を決めるために2段階選考のコンペを行った。1次選考では、委員会はネブラスカの建築家を招き、リンカーンのエレリー・L・デイビス、オマハのジョン・ラテンサー・アンド・サンズ、およびジョン・マクドナルド・アンド・アラン・マクドナルドを選出し、2次選考に進ませた。2次選考はサンフランシスコのブリス・アンド・ファビル、ニューヨークのバートラム・グッドヒュー、ハロルド・バン・ビューレン・マゴニグル、マッキム・ミード・アンド・ホワイト、ジョン・ラッセウル・ポープ、トレイシー・アンド・スウォートワウト、フィラデルフィアのポール・クレット、およびザンツィンガー・ボリー・アンド・メダリー等、全米的にその名を知られた建築家を加えて行われた。

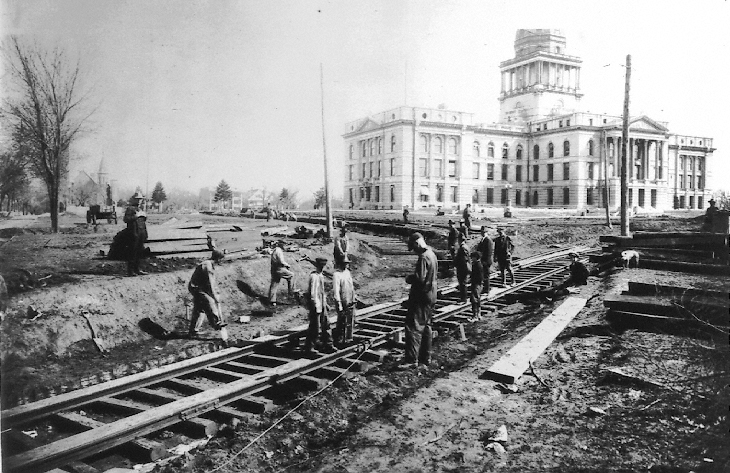
2代目庁舎周辺に議事堂建設作業用鉄道を引く労働者たち（1922年3月）

キンボールはこの時、議事堂の計画、様式、材質を指示せず、代わりに、彫刻家、画家、および造園家と協働で統合した設計を建築家にさせたい、という委員会の意向のみを明示する、斬新なコンペを行った。最終的にはキンボールは、10人の参加者が議事堂委員会に設計を提出した後に審査員を選び、このコンペを組織した。提出された設計は番号で識別され、個別の密封された封筒には建築家の名前と計画番号が入っていた。議事堂委員会が1人目の審査員ワディ・バトラー・ウッドを、参加者が2人目の審査員ジェームズ・ギャンブル・ロジャースを、そしてウッドとロジャースが3人目の審査員ウィリス・ポークを選出した。1920年6月26日、審査員は「4番」の設計を提出した建築家を、ネブラスカ州会議事堂の設計者に選んだ。
1920年7月1日、議事堂委員会はグッドヒューをこのコンペの勝者と発表した。

### グッドヒューの設計
グッドヒューはネブラスカ州会議事堂を、概ね古典主義建築様式で設計し、「化粧張りのオーダーと変わり映えのしないローマ式のドームを持った、そんなありふれたものとは一線を画するものを造るよう促された」と感じたという。グッドヒューは幾何学的な形式や階層的な配置といった古典主義建築の基本を踏襲しながらも、伝統的な柱やペディメント、ドームの使用を排した。古典主義建築の表現形式を抑えたのに加えて、グッドヒューはアッシリア建築、ビザンティン建築、および教会建築の要素を取り入れた。
グッドヒューは教会建築に秀でていた。グッドヒューはそれまでに、ニューヨーク・マンハッタンの聖バーソロミュー教会、同じくマンハッタンの執り成しの祈り教会や、陸軍士官学校内のウェストポイント士官候補生礼拝堂を設計していた。ネブラスカ州会議事堂の設計においても、グッドヒューは同様の教会建築の表現形式を取り入れ、上から見ると一辺133.2mの正方形で囲まれたギリシャ十字状で、4つの翼廊は中央ドーム下のロタンダから放射状に延び、その上には、平らな壁面と目立たない窓を持つ超高層ビルが大きな尖塔のようにそびえる、というものを計画した。 

### 建設
1922年3月、議事堂委員会はリンカーンのバーリントン鉄道操車場から電化した鉄道支線を引いた。州有のこの鉄道は7thストリートから14thストリートまでのHストリート沿いを通り、建設資材を容易に運搬するための手段となった。同年4月15日、州知事サミュエル・ロイ・マッケルビーは儀礼的に起工し、4期、10年にわたったこの庁舎の建設が始まった。期に分けて建設を進めることで、旧庁舎の取り壊しよりも先に、新庁舎の建設を始めることができた。1924年に第1期工事が完了すると、州政府業務はこの新しい庁舎に移り、その後旧庁舎が取り壊された。建設開始から2年後の1924年4月23日、グッドヒューが死去すると、弟子たちはこの庁舎の残りの部分を含む、着手中のプロジェクトを完成させるため、グッドヒュー・アソシエイツ（後のメイヤーズ・マレー・アンド・フィリップ）という建築事務所を設立した。1932年に庁舎が完成すると、議事堂委員会はリンカーンの造園家アーンスト・ハーミンハウスを雇い、敷地を設計させた。

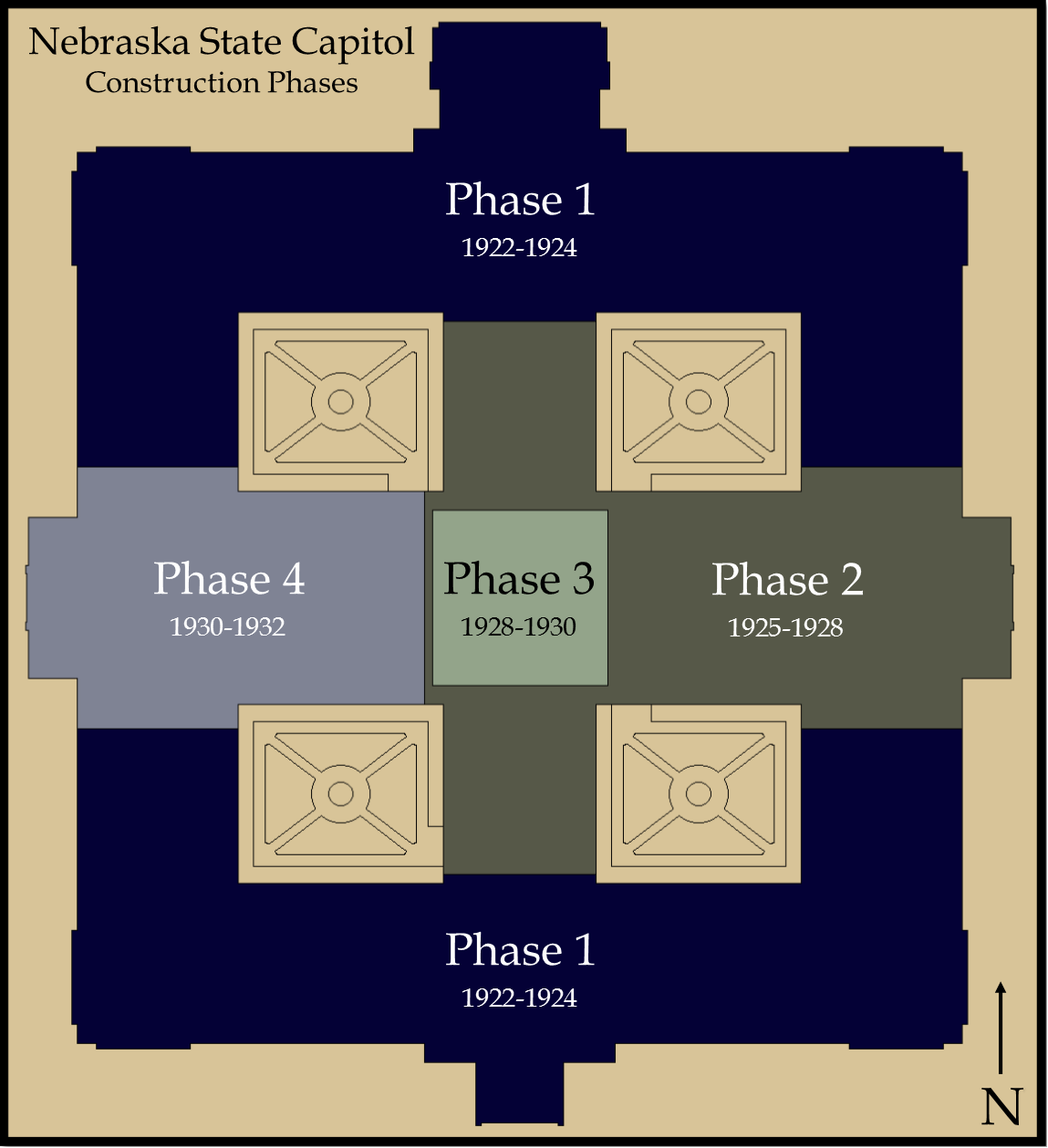
1922-32年にわたったネブラスカ州会議事堂の建設において、1-4期それぞれで建設された範囲を示す図

| 期 | 年      | 建設内容 |
| -- | ------- | --- |
| 1  | 1922-24 | 起工後、旧庁舎内で州政府の業務を継続できるように、新庁舎の建設は旧庁舎をはさんで南北両側の部分から行われた。こうすることで、敷地外に別の建物を借りる必要も無くなり、州政府の資金も節約できた。1924年後期に第1期工事が完了すると、州政府は事務所を旧庁舎から新庁舎に移した。その後、翌1925年に、旧庁舎は取り壊された。 |
| 2  | 1925-28 | ベース部分の東側、および北・東・南の各翼廊が完成した。また、ロタンダ上部の超高層ビル部分は、6階まで建設された。 |
| 3  | 1928-30 | 超高層ビル部分が完成した。1930年4月24日、頂部装飾の「種まき人」像が上げられていく様子を見ようと、庁舎西側周辺には何千人もの見物者が集まった。 |
| 4  | 1930-32 | ベース部分の西側、および西翼廊が完成した。 |

### 統合芸術プログラム

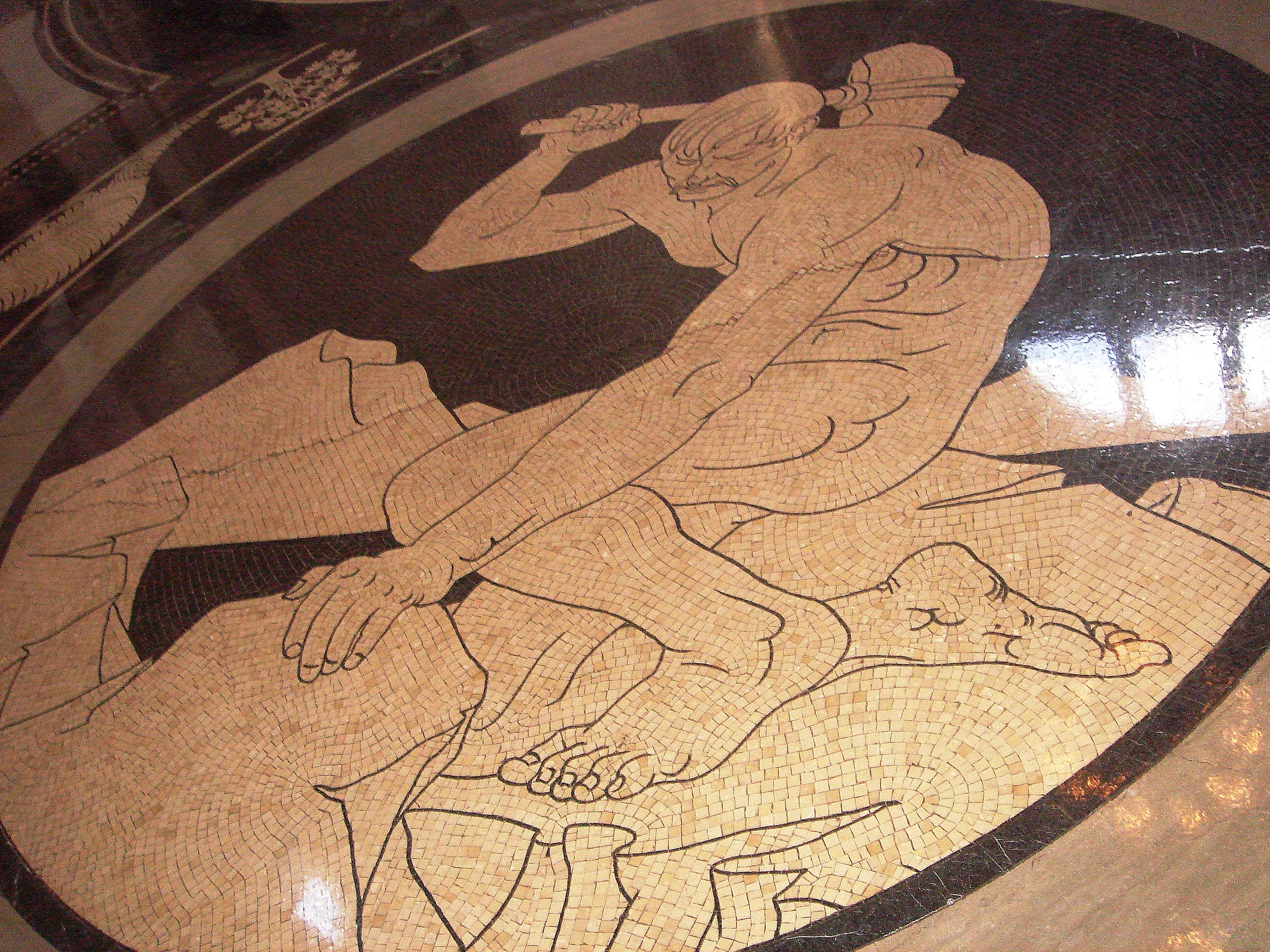
メイヤーによるロタンダの床のモザイク

グッドヒューはニューヨークの彫刻家リー・ローリーおよび壁画家ヒルドレス・メイヤーを雇い、ネブラスカ州会議事堂の内外装の装飾を担当させた。ローリーは外装の浮き彫りの壁タイルと扶壁、および内装の柱頭、扉、暖炉周辺を、メイヤーは床の大理石のモザイクタイルおよびヴォールトのセラミックタイルをそれぞれ担当した。
1922年1月20日、議事堂委員会はグッドヒューに、議事堂庁舎に刻まれる碑文を決めるために、ネブラスカ大学リンカーン校哲学部のハートリー・バー・アレクサンダー博士に相談するよう求めた。碑文に加えて、外装の彫刻のテーマについても、アレクサンダーはグッドヒューおよびローリーと協働するようになった。1924年にグッドヒューが死去すると、アレクサンダーはこれから造られる部分が、既に確立した計画との一貫性がなくなるのではないかと危惧した。そこでアレクサンダーは1926年7月、すべてを包含する主題プログラム Nebraska State Capitol: Synopsis of Decorations and Inscriptions （ネブラスカ州会議事堂: 装飾および碑文の概要）を記した。アレクサンダーによるこの概要は、その後造られた内外装の装飾のガイドとしての役目を果たし、アレクサンダーは主題コンサルタントという肩書きを得ることになった。

## 外観

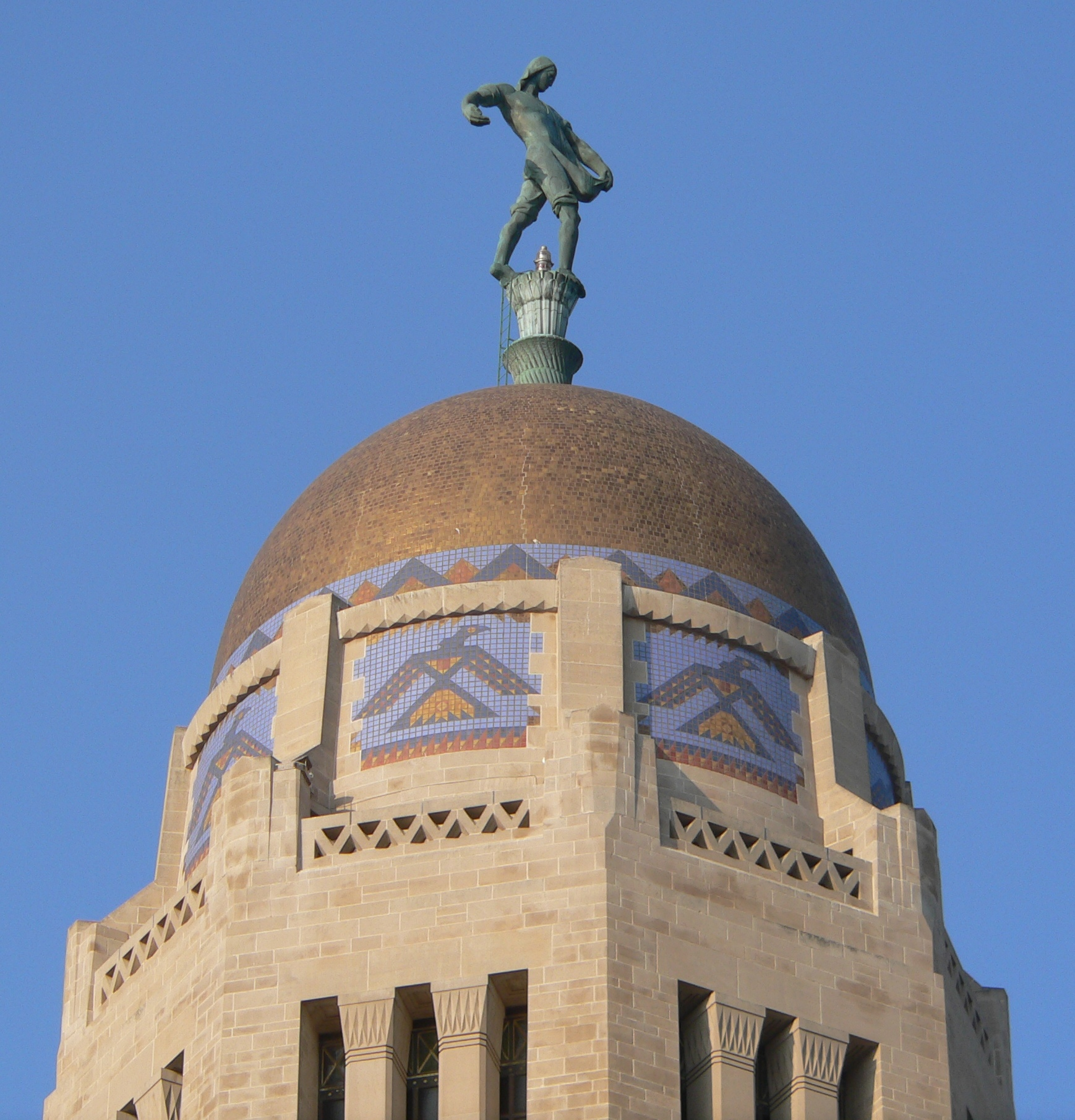
ネブラスカ州会議事堂のドーム。下部はサンダーバードをデザインしたモザイクで、上部は金タイル張りでそれぞれ装飾されている。頂部には「種まき人」像が立つ。

ネブラスカ州会議事堂の外観は、建築的には、一辺133.2mの正方形で、3階建てのベースと、高さ121.2mの超高層ビルの、2つの部分から成っている。アレクサンダーは、ベースおよびその内側の十字には人間の経験のドラマを表す地球のエンブレムを、超高層ビルには人間の理想を表す地球のグノモンを、それぞれ思い描いていた。金タイル張りのドームの頂部に経つ高さ5.8mの「種まき人」像は農業を表すと共に、社会形成の主目的である、生きる上でのより崇高な考え方を広めることをも表している。
ローリーは西洋法の歴史を表す外装の主要な装飾を設計した。ローリーがネブラスカ州会議事堂で制作した作品のうち最高傑作とされる「種まき人」像は、その作品群のうち唯一円形で、かつ自立型の作品でもある。それ以外の作品は庁舎のライムストーン材への浅浮き彫り、打ち抜き、および扶壁という形で制作されている。ローリーがひな型で設計を最終決定すると、石材彫り会社のエドワード・アードリノ社はアレッサンドロ・ベレッタを雇い、実際の彫刻作業に携わらせた。ベレッタはしばしば1つの作品に10週以上をかけて作業し、70種もの工具を用いた。ベレッタによる彫刻実作業が全て完了したのは1934年11月19日であった。

### 正面玄関
正面玄関にはグレートプレーンズでの生活の確立を表す彫刻が施されている。正面階段の脇には、バイソンの浮き彫りで装飾された2本のバラスターが立つ。バイソンはネブラスカに住み着いていた大平原インディアンを表し、下記の主要な部族の名が共に刻まれている（以下五十音順）。
- アラパホ族
- アリカラ族
- ウィネベーゴ族
- オト族
- オマハ族
- カイオワ族
- シャイアン族
- スー族
- ポーニー族
- ポンカ族

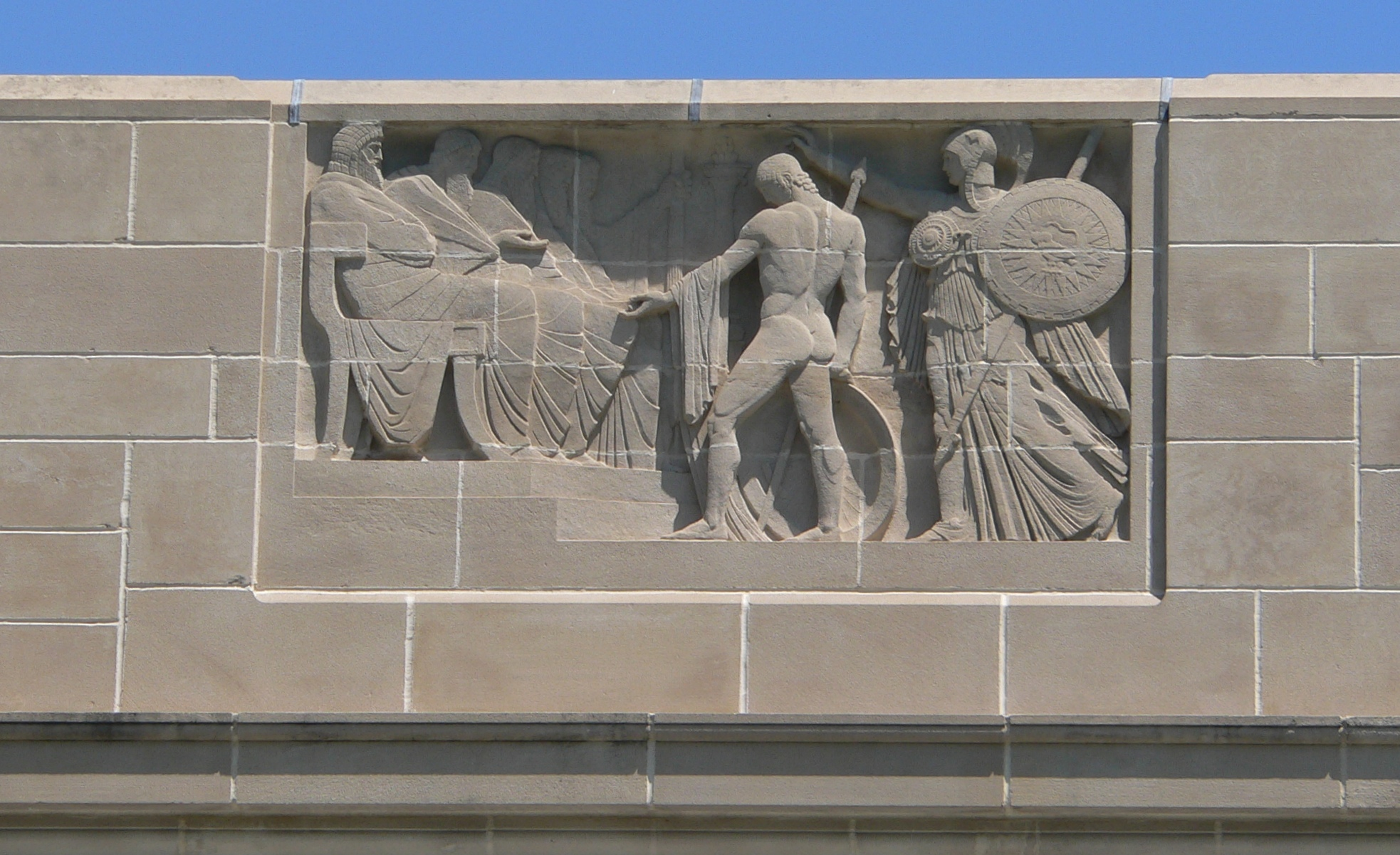
「アレオパゴスの裁判官の面前のオレステース」の浅浮き彫り

一方、正面玄関上部に施された、金箔張りの Spirit of the Pioneers （開拓者たちの精神）という浮き彫りは、19世紀に移入してきたヨーロッパ系移民を表している。この浮彫は、アレクサンダーによる碑文 Salvation of the State is Watchfulness in the Citizen. （州民の用心深さこそ州の救い）のすぐ上に施されている。また、正面玄関頂部には、Wisdom, Justice, Power, and Mercy, Constant Guardians of the Law. （法の常なる守護者、知恵、正義、力、および慈悲）という碑文が刻まれている。碑文の脇に立つ、扶壁の4体の造形物は、これらの「法の守護者」を表している。 

### プロムナード・サーキット
ベース部分の上部にはネブラスカ州の93郡の名が刻まれ、郡名の文字数でゆるくグループ化されている。そのすぐ上には、法の成立を表す以下21枚のレリーフ（浅浮き彫り18枚、打ち抜き3枚）が並ぶ。これらのレリーフ群はプロムナードから最もよく見え、庁舎北西部から始まっている。
| 北西: ヘブライ法 - Moses Bringing the Law from Sinai （シナイ山より法をもたらすモーセ） - Deborah Judging Israel （イスラエルを裁くデボラ） - The Judgement of Solomon （ソロモンの裁き） | | 北東: ネブラスカ州法 - The Purchase of Louisiana from Napoleon （ナポレオンからのルイジアナ買収） - The Kansas-Nebraska Bill （カンザス・ネブラスカ法案） - The Admission of Nebraska as a State in the Union （ネブラスカの連邦加入）                                                                           |
| 西: ギリシア法 - Solon Giving a New Constitution to Athens （アテナイに新たな憲法をもたらすソロン） - The Publishing of the Twelve Tables in Rome （ローマの十二表法の発布） - The Establishment of the Tribunate of the People （人民のトリブヌスの確立）                                   | 東: アメリカの自由 - Las Casas Pleading the Cause of the Indian （インディアンの申し立てを弁護するラス・カサス） - The Signing of the Pilgrim Compact on the Mayflower （メイフラワー号艦上でのメイフラワー誓約への署名） - Lincoln and the Emancipation Proclamation （リンカーンと奴隷解放宣言） | |
| 南西: ローマ法 - Plato Writing His Dialog on the Ideal Republic （理想の共和国についての対話を記すプラトン） - Orestes Before the Areopagites （アレオパゴスの裁判官の面前のオレステース） - The Codification of Roman Law under Justinian （ユスティニアヌス1世の下でのローマ法大全の編纂） | 南: 歴史的文書 （打ち抜き） - The Signing of the Declaration of Independence （アメリカ独立宣言への署名） - The Magna Carta （大憲章） - The Writing of the Constitution of the United States （アメリカ合衆国憲法の作成）                                                                         | 南東: イングランド法 - The Codification of Anglo-Saxon Law under Ethelbert （エゼルベルトの下でのアングロサクソン法典の編纂） - Milton Defending Free Speech before Cromwell （クロムウェルの面前で言論の自由を弁護するミルトン） - Burke Defending America in Parliament （英国議会でアメリカを弁護するバーク） |

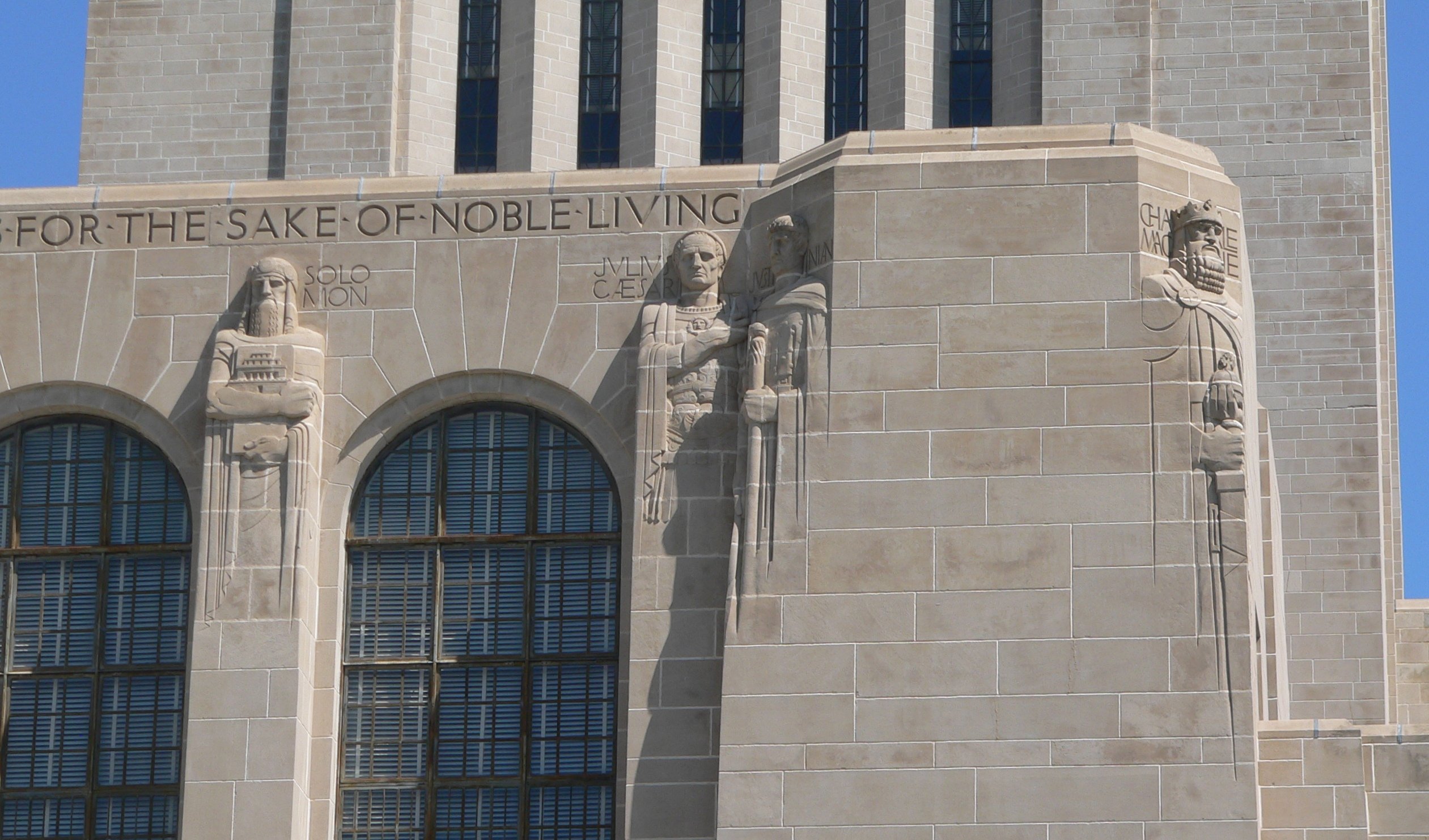
南翼廊扶壁のソロモン、ユリウス・カエサル、ユスティニアヌス1世、およびシャルルマーニュの像

南翼廊上部の扶壁の彫刻10体は西洋法史上の偉人たちを表している。これらの彫刻は西から東へ時系列順に並んでおり、最初のミーノースは北西の中庭から、ハンムラビからシャルルマーニュまでの8体は南階段から、最後のナポレオンは北東の中庭から、それぞれ最もよく見える。
1. ミーノース
2. ハンムラビ
3. モーセ
4. アクエンアテン
5. ソロン
6. ソロモン
7. ユリウス・カエサル
8. ユスティニアヌス1世
9. シャルルマーニュ
10. ナポレオン

### 超高層ビル部分
超高層ビル部分の基底部周囲の扶壁に彫られた彫刻8体は文化の理想を表している。これらの彫刻は4つの中庭から最もよく、また庁舎周辺の歩道からも遠目に見える。
| 北西 - ペンタウアー: Dawn of History （歴史の夜明け） - エゼキエル: Cosmic Tradition （宇宙の伝統）   | 北東 - アイザック・ニュートン: Discovery of Nature （自然の発見） - エイブラハム・リンカーン: Liberation of Peoples （人民の解放） |
| 南西 - ソクラテス: Birth of Reason （理由の誕生） - マルクス・アウレリウス: Reign of Law （法の支配） | 南東 - ヨハネ: Glorification of Faith （信仰の賛美） - ルイ9世: Age of Chivalry （騎士道の時代）                                   |

## 内装
ネブラスカ州会議事堂の記念回廊の内装は、建築的には玄関内側、大広間、およびロタンダの3部屋から成っている。ネブラスカのテーマを拡張した装飾は北側正面玄関の扉から始まる、一続きのものとして見られる。また、記念装飾は州知事室、ワーナー立法議場（旧州上院本会議場）、ジョージ・W・ノリス立法議場（旧州下院、現一院制州議会本会議場）、および14階記念室にも見られる。
メイヤーは大広間およびロタンダの、「生命の進化」を表す白黒の大理石造のモザイクを設計した。また、メイヤーはアレクサンダーと共に1925年夏にシエナ大聖堂を訪れた後、アレクサンダーと協働で、シエナ大聖堂から得たひらめきを描いた。また、メイヤーはシエナ大聖堂から得たひらめきを、「自然、人間、および社会」を表す、この庁舎の玄関内側、大広間、およびロタンダの天井の設計に反映させた。主題についてアレクサンダーに相談したのに加えて、メイヤーは装飾的なティンブレル・ヴォールトを造るにあたって、ニューヨークのラファエル・グアスタビーノとも密接に協働した。このヴォールトは、釉薬をかけた多彩色のものと、ラムフォードと呼ばれる、音響効果を抑制する素焼きのものとの、2種類のセラミックを用いて造られている。

### 玄関内側
| 玄関内側柱頭の牡牛の彫像（左）は、ペルセポリスの牡牛頭像（右）を模している。 |  | 玄関内側柱頭の牡牛の彫像（左）は、ペルセポリスの牡牛頭像（右）を模している。 |
| 玄関内側柱頭の牡牛の彫像（左）は、ペルセポリスの牡牛頭像（右）を模している。 |  |                                                                              |

正面玄関内側の装飾は内部装飾の導入部にあたり、「自然の恵み」を表している。玄関内側の中心となる主題は太陽であり、ドーム内側のメダリオンにも燦然と表されている。また、ドーム内側には農業、植物、および動物のモザイク装飾も施されている。ヴォールトを支える4本の柱は庁舎全体で最大のもので、高さ7.6m、赤ヴェローナ大理石の一本石で造られている。ローリーが設計した柱頭はゆるやかなコリント式オーダーで、古代ペルシア・ペルセポリスの建築に着想を得た牡牛像を彫りこんでいる。

### 大広間
大広間の装飾は玄関内側に続く部分であり、「人生」を表している。「過去の伝統」、「現在の人生」、「未来の理想」をそれぞれ示す3つのメダリオンはモザイク装飾の施されたヴォールトの中心になっている。加えて、アーチ内側の16枚のモザイク装飾のパネルは、建築家、球技選手、科学者など、人間の活動を描写している。
「生命の進化」は大広間の床に施され、雷、月、天球など「宇宙のエネルギー」に囲まれた、アポローンのような姿をした Genius of Creative Energy （創造的エネルギーの天才） というモザイクから始まっている。これに続いて、「土の精霊」、「植物の精霊」、「動物の精霊」をそれぞれ描いた3つの円形モザイクが施されている。
また、大広間はネブラスカ州史において顕著な実績を残した人物の胸像が立ち並ぶ「ネブラスカの殿堂」の起点にもなっている。この庁舎の主題コンサルタントであったアレクサンダーも、1988年に殿堂入りした。

### ロタンダ

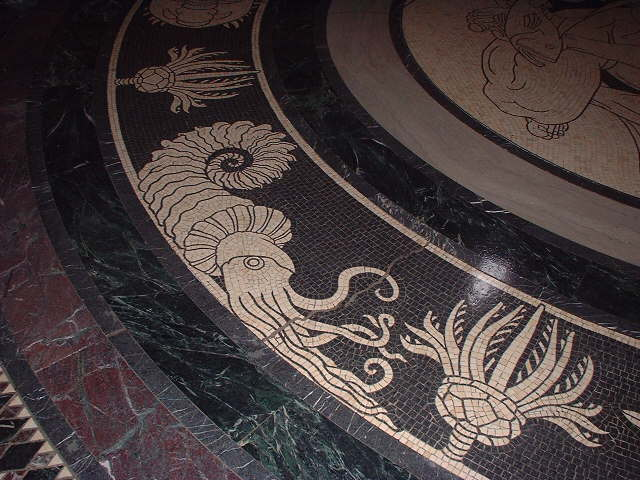
ロタンダの床に施された、メイヤーによるアンモナイトおよびウミユリ綱のモザイク装飾

ロタンダの装飾は大広間に続く部分であり、「州の美徳」を表している。それぞれ「自制」、「知恵」、「信心」、「正義」、「寛大」、「博愛」、「希望」、および「勇気」の8つの美徳を表す、翼のついた造形物は、モザイクのドームの内側で儀礼的なバラを形作っている。
「生命の進化」はロタンダの床に施された、蝶および松かさと共に描かれたエロースのような姿をした Genius of Life （生命の天才）を表した、「生命のエネルギー」というモザイク装飾へと続いている。ロタンダの中央には、Earth as the Life-giver （生命を与えるものとしての地球）という円形モザイクが、それぞれ「水の天才」、「火の天才」、「天の天才」、および「地の天才」を表す4つの円形モザイクに囲まれて施されている。帯状のモザイクで成る組み紐飾りは5つの円形モザイクを織り交ぜており、グレートプレーンズの化石化した生命を描いている。メイヤーがこの化石のモザイクの基にしたのは、ネブラスカ大学の地学者アーウィン・ヒンクリー・バーバーが描いた科学的なイラストであった。「生命の進化」はロタンダの南側入口の The Family （家族）で締めくくる。

### ワーナー立法議場 (東側)
ワーナー立法議場はロタンダの東にあり、当初はネブラスカ州議会下院の本会議場として設計された。しかし1927年、議事堂委員会は、この議場は下院の本会議場とするには小さすぎるという結論を出した。そのため、グッドヒュー・アソシエイツは、もともと州上院の本会議場として設計した（しかしまだ建設はされていなかった）西側の議場を大きくし、州下院へと割り当て直した。1932年に議事堂が完成すると、議事堂委員会は東側のこの議場を州上院に割り当てた。1933年および1935年の州議会では、この議場は上院の本会議場として使われた。1937年にネブラスカ州議会が一院制になると、この東側の議場は委員会室へと転用され、今日では公共の集会場となっている。1998年2月4日、第95回ネブラスカ州議会は第322法案を可決し、元州上院議員チャールズ・ワーナーおよびジェローム・ワーナーを讃えて、この議場をワーナー立法議場と名付けた。
この議場の装飾は、ネブラスカの地に最初に住み着いた、大平原インディアンを表している。マホガニー材の扉はローリーが設計したもので、この主題が導入され、トウモロコシの茎で成る生命の木をはさんで両側に立つ男女が描かれている。各々の扉は重さ340kgで、リンカーンの職人キーツ・ロレンズによって実際の彫刻作業が行われた。
メイヤーはビーズ細工を模したモザイクのドームを設計し、ヴォールトには先住民の生活の4場面を描いた。その着想のために、アレクサンダーはオグラララコタ族の芸術家エイモス・バッド・ハート・ブルによるレジャー・アート等、先住民の芸術作品のイメージをメイヤーと共有した。メイヤーは演説者の壁龕の上に飾られたタペストリーの設計に、サンダンスの儀式を描いた1枚の絵画を用いた。

### ジョージ・W・ノリス立法議場 (西側)

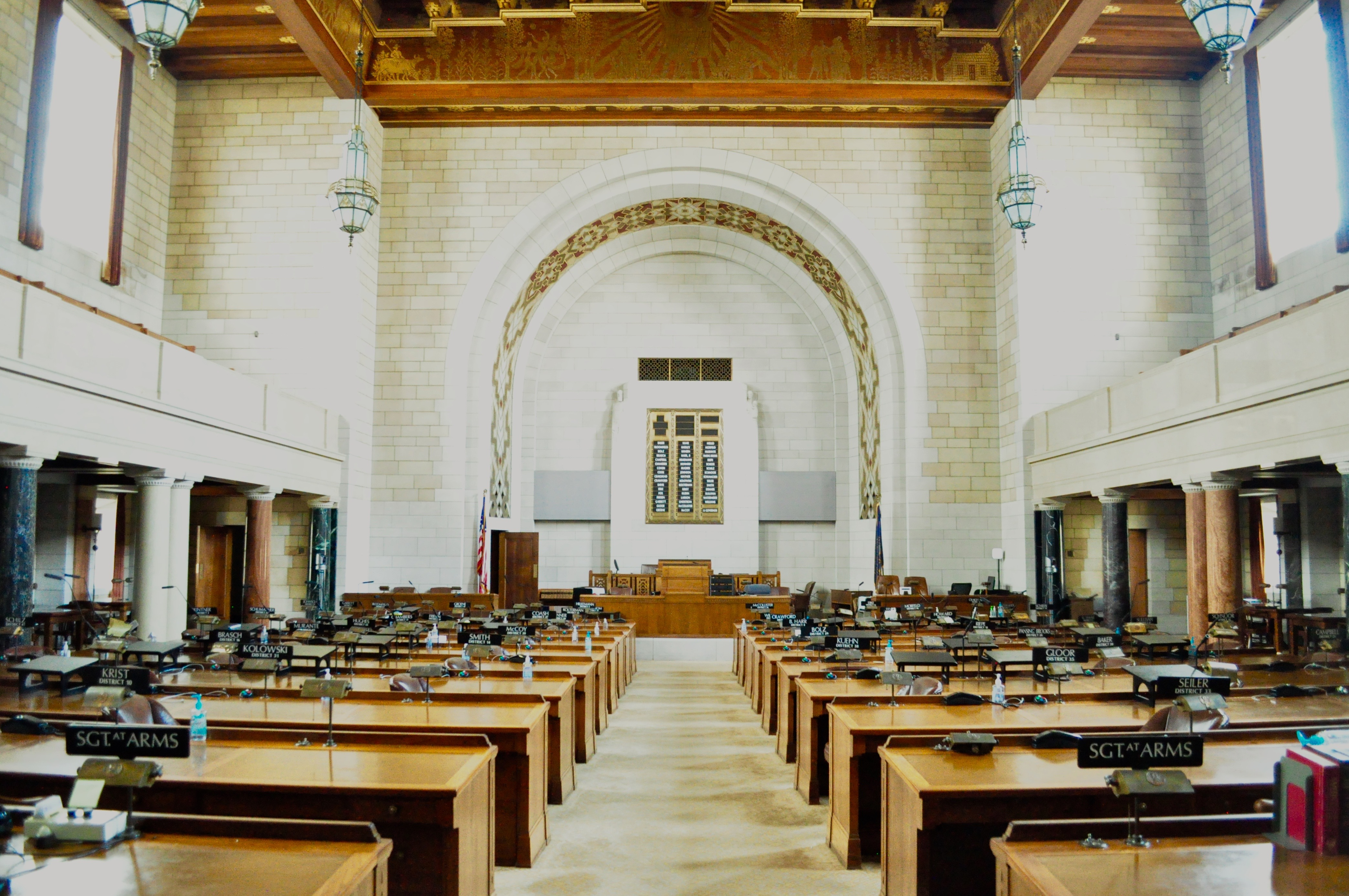
ジョージ・W・ノリス立法議場

ジョージ・W・ノリス立法議場はロタンダの西にある。この議場は1932年に完成し、1933年および1935年の州議会では下院の本会議場として使われた。1937年にネブラスカ州議会が一院制になると、こちらの西側の議場のほうが大きかったため、そのまま一院制議会の本会議場となった。1984年2月16日、第88回ネブラスカ州議会は第257法案を可決し、ネブラスカ州選出の元連邦上院議員ジョージ・W・ノリスを讃えて、この議場をジョージ・W・ノリス立法議場と名付けた。
この議場の装飾は欧米の拡大を表している。細工が施された皮製の扉はメイヤーが設計したもので、この主題が導入され、アッシリア様式および古代エジプト様式で生命の木の場面が描かれている。
また、メイヤーはウォールナット材の梁が架けられた天井への金箔張りの模様も設計した。その最も主たるものは、今日のネブラスカとなっているこの地の領有を主張した、スペイン（城とライオン）、フランス（フルール・ド・リスとミツバチ）、およびアメリカ合衆国（盾とハクトウワシ）の欧米3ヶ国を描いている。

### 壁画
ネブラスカ州会議事堂の壁画プログラムは、記念廊下および法律図書館内に描かれた21枚の壁画、および州知事室に描かれた寓話壁画群から成る。
1925年9月22日、議事堂委員会はニューヨークの芸術家オーガスタス・ビンセント・タックによる、州知事室に壁画を描く提案を承認した。この提案はグッドヒューが1924年に死去する前に出された。タックがこれらの寓話壁画群を完成させたのは、1927年11月のことであった。
1930年2月21日には、議事堂委員会は法律図書館の北側壁面に壁画を描かせるため、リンカーンの芸術家エリザベス・ドランを雇った。同年8月、ドランは The Spirit of the Prairie （大平原の精神） を描き上げた。この作品は、議事堂内に描かれた壁画の中で唯一、原位置で描かれたものである。
州知事室や法律図書館の他にも、グッドヒューは記念回廊内の壁面20ヶ所に、壁画のための凹みを設計していた。しかし、1933年5月、経済状況が一段と悪化する中で、ネブラスカ州議会は議事堂委員会がまだ使い切っていなかった予算を見直した。資金が縮小されたため、やがて委員会は解散を余儀なくされ、壁画プログラムは未完に終わった。
その後1951年、ネブラスカ州議会は壁画プログラムを完遂させるため、議事堂壁画委員会を創設し、権限を与えた。その後50年にわたって、議事堂壁画委員会は残りの壁画を担当する芸術家を選定するため、複数回にわたるコンペを行った。また、委員会は壁画の主題についてのガイドラインとして、アレクサンダーによる元々の主題プランの詳細を用いた。 
| 作者名                           | 題名                                                      | 制作年 | 画法・材質       | 寸法      | 場所       |
| -------------------------------- | --------------------------------------------------------- | ------ | ---------------- | --------- | ---------- |
| オーガスタス・ビンセント・タック | 州知事室壁画群                                            | 1927   | 亜麻布上の油彩   |           | 州知事室   |
| エリザベス・ドラン               | The Spirit of the Prairie （大平原の精神）                | 1930   | 亜麻布上の油彩   |           | 法律図書館 |
| ケネス・エベット                 | The Labors of the Hand （手の労働者）                     | 1954   | 亜麻布上の油彩   | 4.6m×7.3m | ロタンダ   |
| ケネス・エベット                 | The Labors of the Head （頭の労働者）                     | 1956   | 亜麻布上の油彩   | 4.6m×7.3m | ロタンダ   |
| ケネス・エベット                 | The Labors of the Heart （心の労働者）                    | 1956   | 亜麻布上の油彩   | 4.6m×7.3m | ロタンダ   |
| ジェームズ・ペニー               | The Homesteader's Campfire （入植者のキャンプファイヤー） | 1963   | 亜麻布上の油彩   | 4.6m×7.3m | 玄関内側   |
| ジェームズ・ペニー               | The First Furrow （初めての耕起）                         | 1963   | 亜麻布上の油彩   | 2.6m×5.8m | 玄関内側   |
| ジェームズ・ペニー               | The House Raising （家の建設）                            | 1963   | 亜麻布上の油彩   | 2.6m×5.8m | 玄関内側   |
| ジーン・レイナル                 | The Blizzard of 1888 （1888年の地吹雪）                   | 1965   | ガラスのモザイク | 4.0m×5.8m | 大広間     |
| F・ジョン・ミラー                | The Coming of the Railroad （鉄道の開通）                 | 1966   | ガラスのモザイク | 4.0m×5.8m | 大広間     |
| ラインホールド・マークスハウゼン | The Spirit of Nebraska （ネブラスカの精神）               | 1966   | ガラスのモザイク | 4.0m×5.8m | 大広間     |
| ジーン・レイナル                 | The Tree Planting （植樹）                                | 1966   | ガラスのモザイク | 4.0m×5.8m | 大広間     |
| ラインホールド・マークスハウゼン | The Building of the Capitol （議事堂の建設）              | 1966   | ガラスのモザイク | 4.0m×5.8m | 大広間     |
| チャールズ・クレメント           | The U.S. Survey （国勢調査）                              | 1966   | ガラスのモザイク | 4.0m×5.8m | 大広間     |
| スティーブン・ロバーツ           | The Ideal of International Law （国際法の理想）           | 1996   | 亜麻布上の油彩   | 2.1m×3.7m | 記念室     |
| スティーブン・ロバーツ           | The Perils of Fire （火災の危険）                         | 1996   | 亜麻布上の油彩   | 2.1m×3.7m | 記念室     |
| スティーブン・ロバーツ           | The Ideal of Freedom （自由の理想）                       | 1996   | 亜麻布上の油彩   | 2.1m×3.7m | 記念室     |
| スティーブン・ロバーツ           | The Scourge of Poverty （貧困の災難）                     | 1996   | 亜麻布上の油彩   | 2.1m×3.7m | 記念室     |
| スティーブン・ロバーツ           | The Ideal of Universal Peace （万国平和の理想）           | 1996   | 亜麻布上の油彩   | 2.1m×3.7m | 記念室     |
| スティーブン・ロバーツ           | The Scourge of Plague （疫病の災難）                      | 1996   | 亜麻布上の油彩   | 2.1m×3.7m | 記念室     |
| スティーブン・ロバーツ           | The Ideal of Self-Determination （民族自決の理想）        | 1996   | 亜麻布上の油彩   | 2.1m×3.7m | 記念室     |
| スティーブン・ロバーツ           | The Scourge of Famine （飢饉の災難）                      | 1996   | 亜麻布上の油彩   | 2.1m×3.7m | 記念室     |

## リンカーン記念像

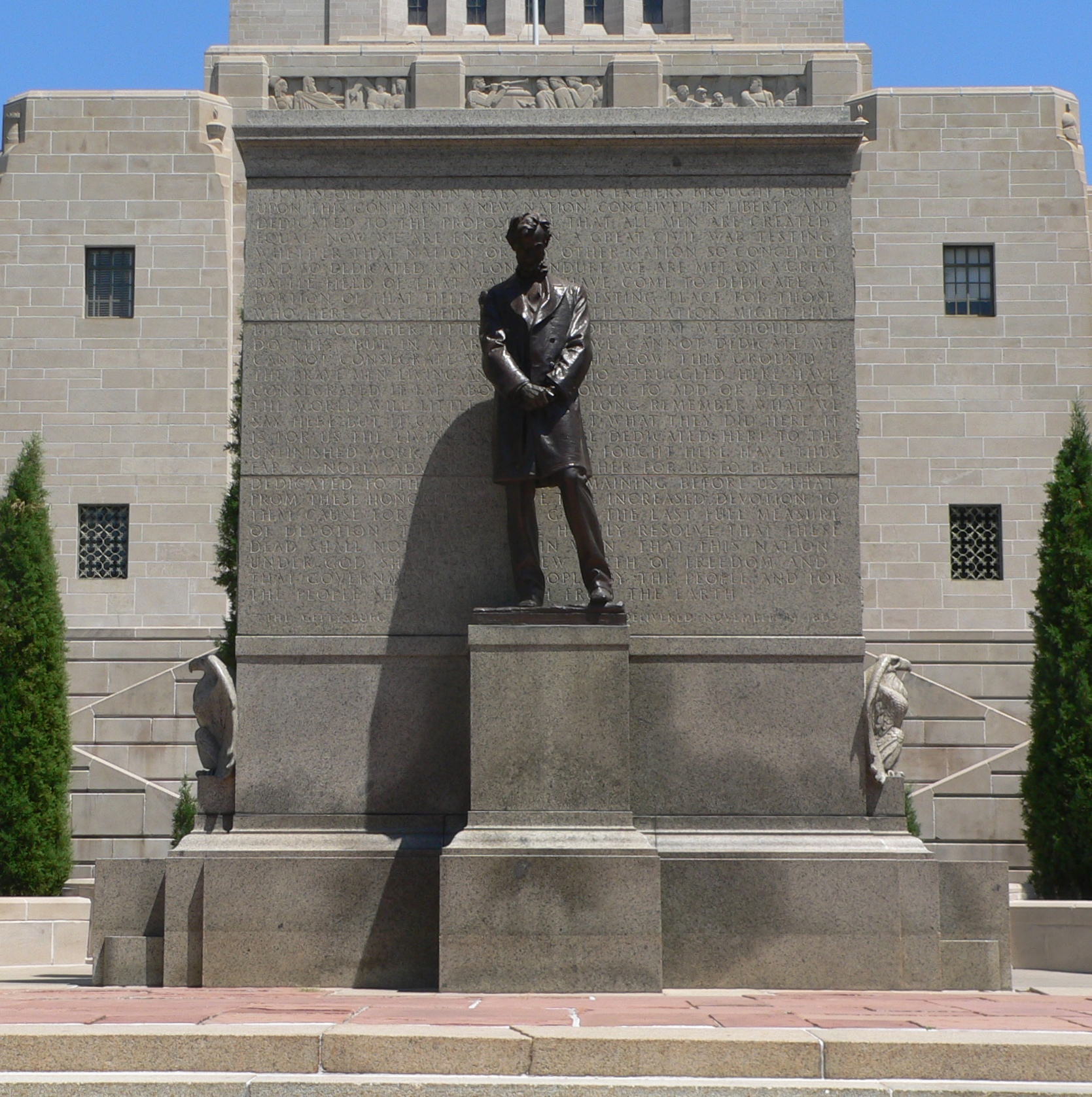
リンカーン記念像

議事堂敷地の西側にあるリンカーン記念像は、後にワシントンD.C.のリンカーン記念堂のエイブラハム・リンカーン像も手掛けることになる彫刻家ダニエル・チェスター・フレンチの手による、高さ2.64mのエイブラハム・リンカーンの銅像と、やはり後にリンカーン記念堂を設計することになる建築家ヘンリー・ベーコンが設計した、御影石造の礎盤および石碑から成っている。
1908年2月12日、青年共和党クラブはネブラスカ州会議事堂の敷地内にエイブラハム・リンカーン像を立てる費用調達のために、エイブラハム・リンカーン記念協会を設立した。同年7月8日、同協会は彫刻家を任命する委員会を設立するためにフランク・M・ホールを招聘した。翌1909年6月24日、同委員会はフレンチを任命した。その3年後、1912年9月2日に、同委員会はこのリンカーン記念像を除幕した。
このリンカーン記念像は、現在建っている庁舎よりも前に創られたものである。議事堂委員会は1920年に、庁舎の設計にあたらせる建築家を選定するためのコンペの最終段階において、この記念像に対して特別に注意を払った。議事堂委員会はコンペに参加した建築家たちに向けて、「設計案はこの記念像を考慮し、強制はしないもののできれば新庁舎の敷地内で、その正式な一部分として全体的に調和のとれたものとして提案すべき」という注意書きを記した。新しい庁舎の建設は1922年に始まり、このリンカーン記念像は手つかずのまま残された。